# Брахими, Лахдар
Ла́хдар Брахи́ми (аль-Ахдар аль-Ибрахими, араб. الأخضر الابراهيمي‎, 1 января 1934, Алжир) — бывший министр иностранных дел Алжира, с августа 2012 года — спецпосланник ООН и ЛАГ по Сирии. Отец принцессы Иордании Рим аль-Али.

## Биография
В Алжирскую войну Брахими был представителем ФНО в Индонезии. После обретения Алжиром независимости служил послом сначала в Египте и Судане, а потом в Великобритании. Как специальный посланник от Лиги арабских государств, Брахими способствовал заключению Таифского соглашения, положившего конец гражданской войне в Ливане. После ухода в отставку с поста министра иностранных дел Алжира в 1993 году он продолжил дипломатическую карьеру в рамках Организации Объединенных Наций, помогая в конфликтных и пост-конфликтных ситуациях, а также работая над повышением эффективности миротворческих операций ООН.
После событий 11 сентября 2001 года Брахими возглавил миссию ООН в Афганистане, а в 2004 году в качестве Специального посланника Генерального Секретаря ООН помогал формировать временное правительство в Ираке. Лахдар Брахими также является членом основанной Нельсоном Манделой правозащитной группы «Старейшины», объединяющей ряд значительных и уважаемых мировых лидеров (Джимми Картер, Кофи Аннан и др.) и стремящейся к решению трудноразрешимых мировых проблем.
17 августа 2012 года Брахими был назначен спецпредставителем ООН по Сирии вместо Кофи Аннана.